# Dunière-sur-Eyrieux
Dunière-sur-Eyrieux – miejscowość i gmina we Francji, w regionie Owernia-Rodan-Alpy, w departamencie Ardèche.
Według danych na rok 1990 gminę zamieszkiwało 301 osób, a gęstość zaludnienia wynosiła 39 osób/km² (wśród 2880 gmin regionu Rodan-Alpy Dunière-sur-Eyrieux plasuje się na 1328. miejscu pod względem liczby ludności, natomiast pod względem powierzchni na miejscu 1302.).